# Dedekindring
Ein Dedekindring (nach Richard Dedekind, auch Dedekindbereich oder ZPI-Ring) ist eine Verallgemeinerung des Ringes der ganzen Zahlen. Die Anwendungen dieses Begriffes finden sich hauptsächlich in den mathematischen Teilgebieten der algebraischen Zahlentheorie und der kommutativen Algebra, besonders in der Idealtheorie.

## Definition
Ein Dedekindring ist ein höchstens eindimensionaler, noetherscher, normaler Integritätsring.
Manche Autoren fordern, dass Dedekindringe eindimensional sind, wodurch Körper per Definition keine Dedekindringe sind. Dies ist jedoch nicht üblich.

## Eigenschaften
- Analog zur eindeutigen Zerlegung ganzer Zahlen in Primzahlen gilt für Dedekindringe, dass in ihnen jedes Ideal eine eindeutige Zerlegung in Primideale besitzt. Dedekindringe sind gerade diejenigen Integritätsringe, die ZPI-Ringe sind.
- Nulldimensionale Dedekindringe sind Körper.
- Eindimensionale lokale Dedekindringe sind genau die diskreten Bewertungsringe.
- Über einem Dedekindring ist jedes vom Nullideal verschiedene gebrochene Ideal invertierbar.
- Faktorielle Dedekindringe sind Hauptidealringe. Umgekehrt ist jeder Hauptidealring ein faktorieller Dedekindring.

## Beispiele
- Jeder Hauptidealring (und damit auch jeder diskrete Bewertungsring) ist ein Dedekindring.
- Ist {\displaystyle A} ein Hauptidealring, und {\displaystyle L} eine endliche Erweiterung seines Quotientenkörpers, so ist der ganze Abschluss von {\displaystyle A} in {\displaystyle L} ein Dedekindring. Insbesondere gilt das für Ganzheitsringe in Zahlkörpern, also beispielsweise {\displaystyle \mathbb {Z} [{\sqrt {-5}}].}
- Lokalisierungen von Dedekindringen sind wieder Dedekindringe.

Keine Dedekindringe sind:
- {\displaystyle \mathbb {Z} [X]} (zweidimensional),
- {\displaystyle \mathbb {Z} [{\sqrt {5}}]} (nicht normal),
- {\displaystyle \mathbb {Z} [X]/(X^{2})} und {\displaystyle \mathbb {Z} \times \mathbb {Z} } (keine Integritätsringe),
- der Ring der algebraischen ganzen Zahlen, d. h. der ganze Abschluss von {\displaystyle \mathbb {Z} } in einem algebraischen Abschluss {\displaystyle {\overline {\mathbb {Q} }}} der rationalen Zahlen (nicht noethersch).